# 2021年伊朗總統選舉
2021年伊朗總統選舉在2021年6月18日於伊朗舉行。這是伊朗第十三屆總統選舉。

## 参选人
根據伊朗伊斯蘭共和國憲法，伊朗總統是國家元首和政府首腦，政治地位僅次於伊朗最高領袖。伊朗總統任期4年，只能連任一屆，現任總統哈桑·魯哈尼已於2017年成功連任，故不得再參選。
有數百人登記參選，只有7人獲得宪法监护委员会認定符合參選資格，最終只有4人參加選舉。由于符合资格的候选人中只有改革派和强硬保守派，没有介於兩者之間的温和保守派，加之美国破坏协议对伊朗的制裁导致民意右倾且原本在上一次選舉中投給溫和保守派的也不支持改革派，外界普遍认为此次大选悬念不大。

### 候選人
- 阿米尔·侯赛因·加兹扎德·哈希米（英语：Amir-Hossein Ghazizadeh Hashemi）[7][8]
- 阿卜杜勒纳赛尔·赫马提
- 易卜拉欣·莱希[9][10][11]
- 穆赫辛·雷扎伊

### 退出

#### 選舉中
- 赛义德·贾利利，确定国家利益委员会成員
- 穆赫辛·迈赫拉利扎德，前伊斯法罕省長（2017-2018）
- 阿里礼萨·扎卡尼（英语：Alireza Zakani），現任議會研究中心主席（自 2020 年起）

### 被拒絕候選人
有600多人被拒絕參選。下面列出了這些候選人中最引人注目的。
- 阿里·拉里賈尼
- 马哈茂德·艾哈迈迪内贾德

### 公开宣布参选者
以下人物公开宣布参选2021年伊朗总统大选：
- 侯赛因·德汉（英语：Hossein Dehghan），前伊朗国防和武装部队后勤部部长（2013至2017年），于2020年9月28日宣布参选[12]
- 费雷敦·阿巴西，伊斯蘭議會议员（2020年至今），于2021年2月3日宣布参选[13]
- 哈桑·索巴尼（英语：Hassan Sobhani），伊斯蘭議會前议员(1996至2008年），经济学家，曾参加2013年总统大选并败选，于2021年2月13日宣布参选[14]
- 穆罕默德·加拉茲

### 有參選意願
- 穆罕默德·巴吉爾·卡利巴夫

## 大流行病
政府在選舉前已接種了400萬劑COVID-19 疫苗，約佔該國人口（8291萬）的2.7%。伊朗至投票當日已累積約240萬病例。